# Bernd Grothe
Bernd Grothe (* 3. Juni 1906 in Welfesholz; † 7. September 1977 in Naumburg) war ein deutscher Maler und Grafiker.

## Leben und Werk
Bernd (auch Carl Bernhard) Grothe studierte an der Akademie für Graphische Künste und Buchgewerbe in Leipzig, vor allem Buchgrafik. 1935 wurde er wegen seiner Illustrationen zu Märchen in einer Fachzeitschrift lobend erwähnt. Nach Abschluss des Studiums arbeitete er in Leipzig u. a. als Buchdrucker und machte er Buchillustrationen. Das Leipziger Adressbuch weist ihn 1943 in der Menckestraße 23 aus, dem Gohliser Schlösschen. Nachdem Grothe 1943 ausgebombt worden war, zog er nach Naumburg. Nach dem Kriegsdienst und der Rückkehr aus der Gefangenschaft war er bereits 1945 auf der Ersten Naumburger Nachkriegskunstausstellung vertreten. Er widmete sich weiter der Buchillustration, machte aber auch baugebundene Arbeiten. Entsprechend der offiziellen Losung „Künstler in die Betriebe“ ging er zur künstlerischen Arbeit u. a. in das Zementwerk Karsdorf. Neben seiner freien Arbeit erledigte er vorrangig Auftragsarbeiten für staatliche Einrichtungen, für Vereine und Volkseigene Betriebe, u. a. schuf er für den Rat der Stadt Naumburg mehrere Porträts Verdienter Aktivisten. Er engagierte sich kulturpolitisch als Mitglied der Ständigen Kommission Kultur des Kreistages Naumburg und war Kreisvorsitzender des Verbands Bildender Künstler der DDR.
Grothe hatte in Naumburg eine Ateliergemeinschaft mit der Malerin und Bildhauerin GreteTschaplowitz-Seifert.

## Werke (Auswahl)

### Tafelbilder
- Traktoristin Vera Schaffranek (Öl, um 1951; Galerie Neue Meister Dresden)[2]

- Bildhauerin Tschaplowitz bei der Arbeit (Öl, 100 × 80 cm; auf der Dritten Deutschen Kunstausstellung)
- Meister Rockstroh (Öl, 70 × 50 cm; auf der Dritten Deutschen Kunstausstellung)

- Vorfrühling (Öl, 1954)[3]
- Saalewiesen (Öl, 1957)[3]
- Thomas Müntzer (Öl; Deutsches Historisches Museum, Berlin)
- Nach der Arbeit (Öl, 1964)[4]

### Zeichnungen (Auswahl)
- Sindbad der Seefahrer (mehrere Federzeichnungen, 1952)[5][6]
- Charles Dickens: Der Weihnachtsabend (Federzeichnungen, 1952)[7][6]
- Thomas Müntzer im Gespräch (Federzeichnung, 1960; Regionalmuseum Bad Frankenhausen)[8]
- Bauern ziehen eine Kanone auf den Schlachtberg (Federzeichnung, 1960; Regionalmuseums Bad Frankenhausen)[8]

### Buchillustrationen
- Adelbert von Chamisso: Peter Schlemihls wundersame Geschichte. Uta-Verlag, Naumburg, um 1935

- Helmut Stützel: Fantasie g moll. Uta-Verlag, Naumburg, 1945

## Ausstellungen (Auswahl)
- 1946/1947: Leipzig, Museum der bildenden Künste („Mitteldeutsche Kunst“)[9]
- 1951: Berlin, Museumsbau am Kupfergraben („Künstler schaffen für den Frieden“)
- 1953: Dresden, Dritte Deutsche Kunstausstellung
- 1954 und 1969, Halle, Bezirkskunstausstellungen

- postum 2007: Naumburg, Stadtmuseum (Einzelausstellung)